# 西泠十子
西泠十子，一作“西陵十子”。清初西泠诗社的十名诗人。
杭州詩人陸圻、柴紹炳、沈謙、陳廷會、毛先舒、孫治、張綱孫、丁澎、虞黃昊、吳百朋等十人結西泠詩社於西湖。柴炳輝與毛先舒輯有《西泠十子詩選》行世，謂“西泠派”。西泠十子繼承晚明陳子龍創立雲間派之餘韻，二者擁有相似的風格。時人說：“十子皆出臥子（陳子龍）之門，國初西泠派即雲間派也。”